# Ashok-Alexander Sridharan
Ashok-Alexander Sridharan es un político alemán de ascendencia india y alemana que ocupó el cargo de alcalde de Bonn desde 2015 hasta 2020. Es miembro de la Unión Demócrata Cristiana de Alemania (CDU). Fue el primer alcalde de Bonn de origen inmigrante.

## Biografía
Sridharan nació en Bonn el 15 de junio de 1965 hijo de un diplomático de Kerala (India), que se trasladó a Alemania Occidental en los años 50, y de una madre de Bonn. Pasó su infancia y sus años universitarios en Bonn, lo que aprovechó para calificarse "como de ser un muchacho de Bonn" durante su campaña. Estudió en el Aloisiuskolleg, un instituto privado y católico de Bonn, antes de estudiar Derecho en la Universidad de Bonn.
En una entrevista con la Deutsche Welle, Sridharen declaró que sus raíces indias no eran relevantes para su campaña. También declaró: "Creo que [los intereses indios] podrían incluso aportar esfuerzos para que Bonn sea más conocida internacionalmente de lo que ya es y eso nos haría bien. Tenemos muchas empresas y organizaciones internacionales aquí y creo que tenemos que reforzarlo". Debido a su ascendencia, Sridharan ha señalado que se ha producido una atención negativa hacia él a través de comentarios xenófobos.